# Altlöbau
Altlöbau (obersorbisch Stary Lubij) ist seit 1934 ein Stadtteil von Löbau und grenzt westlich unmittelbar an die Stadt.

## Geographie
In westlicher Richtung geht das Waldhufendorf mit 329 ha (1900) lückenlos in den Ort Oelsa über. Beide Orte befinden sich im Tal der Seltenrein, welche vom Hang des Bubeniks kommend hier im Unterlauf mehrere kleine anthropogen angelegte Gefällestufen besitzt. 

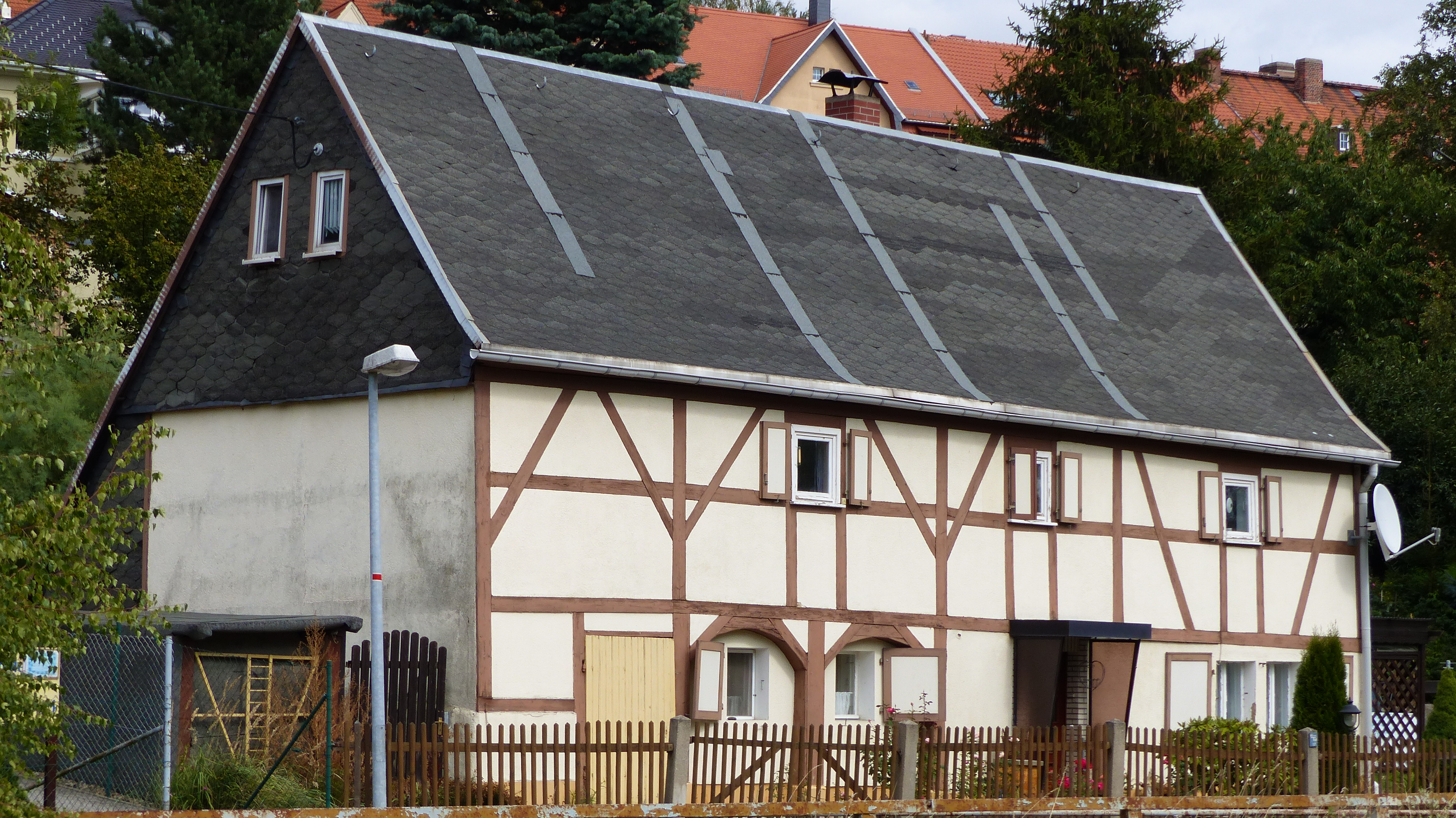
Unter Denkmalschutz stehendes Wohnhaus „An der Seltenrein 2“ mit Fachwerk und Umgebinde

Die alten Bauerngehöfte liegen etwa 100 m vom Bachlauf entfernt beiderseits der Lehne. Dazwischen siedelten sich in der schmalen Aue Handwerker und Werktätige mit ihren Anwesen an. Nur in unmittelbarer Nähe zur Stadt zeigen die Häuser ein städtisches Aussehen, ansonsten haben sie den dörflichen Charakter erhalten. Gelegentlich findet man bei ihnen ein Fachwerkobergeschoss; Umgebinde zeigt sich zum Beispiel noch am Wohnhaus „An der Seltenrein 2“.
Altlöbau ist überwiegend von landwirtschaftlicher Nutzfläche (vorwiegend Acker und an der Straße nach Lawalde von Gemüseanbau) umgeben. Diese reicht nördlich bis zur Bundesstraße 6 und südlich, wo sie am Osthang des Lärchenberges den höchsten Punkt erreicht, bis zum Sandwasser. Die neu gebaute südliche Ortsumfahrung der B 178 um Löbau verläuft südwestlich der Ortslage. 

## Geschichte

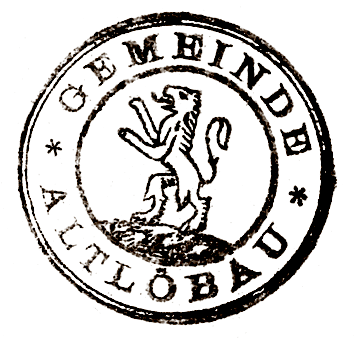
Siegel von 1932

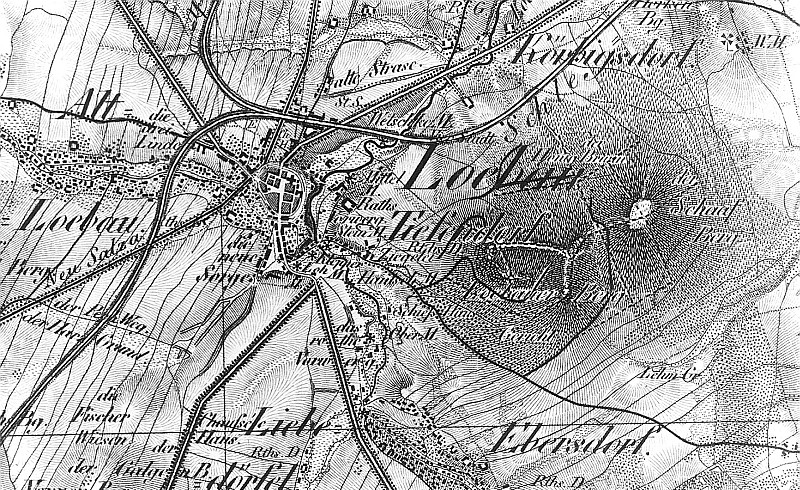
Karte von Oberreit mit Altlöbau um 1845

1306 in der Liste der Weichbilddörfer heißt Altlöbau Antiqua Lobavia und wird als Gründung eines L'ub(a) oder L'ubava angesehen. Als vor 1221 die Stadt Löbau gegründet wurde, musste der Ort den Großteil seiner Flur abtreten. Altlöbau war bis nach 1400 im Besitz verschiedener Löbauer Bürger, danach kam es 1421 zum größten Teil und ab 1438 vollständig unter den Rat der Stadt. Es blieb bis zur Ablösung 1838 mit einer zweijährigen Unterbrechung durch den Oberlausitzer Pönfall 1547 ein „stadtmitleidendes Ratsdorf“. 1458 gab es in Altlöbau (aldin Lobaw) unter 25 belegten Besitzernamen 5 sorbische. Zusammen mit dem Ort Oelsa war das Dorf seit 1553 der wendischen Kirche in Löbau (Johanniskirche) unterstellt. Der örtliche Lehrer musste daher des Sorbischen mächtig sein und in Löbau beim Gottesdienst als Vorsänger auftreten. In der Alten Kirchengalerie von 1840 heißt es: über die Bewohner, dass „… nur noch ein kleiner Theil der wendischen Sprache treu geblieben ist.“ Damals wohnten in Altlöbau in 105 Häusern insgesamt 514 Einwohner. Darunter waren 16 Bauern, 2 Groß- und 25 Kleingärtner sowie 62 Häusler. Arnošt Muka zählte 1884/85 unter 725 Einwohnern neben 626 Deutschen noch 99 Sorben (14 %). Diese sprachen den Löbauer Dialekt des Obersorbischen.
Schon seit 1540 ist das erste Schullokal entstanden. 1716 stellten die Gemeinden Altlöbau und Oelsa den ersten gemeinsamen Lehrer an, 1726 bauten sie ihr erstes Schulhaus. 1826 (1827 nach Schütze) wurde ein neues Gebäude eingeweiht, 1882 das dritte, das im Jahr 1907 eine Erweiterung bekam. Seit 1937 besuchen die Kinder die Schule in Löbau. Das Altlöbauer Schulgebäude diente bis ins Jahr 1965 als Fachschule für Landwirtschaft.

### Ortsnamenformen
1306: Antiqua Lobavia, 1419: alten Lobaw, 1422: aldin Lobaw, 1503: alten Lobaw, 1547: Althe Lwba, 1791: Alt-Loebau

### Bevölkerungsentwicklung
| Jahr | Einwohner                                             |
| ---- | ----------------------------------------------------- |
| 1547 | 40 besessene Mann                                     |
| 1777 | 16 besessene Mann, 2 Gärtner, 67 Häusler, 2 Wüstungen |
| 1834 | 514                                                   |
| 1871 | 654                                                   |
| 1890 | 855                                                   |
| 1910 | 1321                                                  |
| 1925 | 1327                                                  |

### Verwaltungszugehörigkeit
1777: Bautzener Kreis, 1843: Landgerichtsbezirk Löbau, 1856: Gerichtsamt Löbau, 1875: Amtshauptmannschaft Löbau, 1952: Kreis Löbau, 1994: Landkreis Löbau-Zittau, 2008: Landkreis Görlitz